# Arsène Isabelle
Arsène Isabelle  (Dieppe, 30 de março 1806 – Havre, 13 de Janeiro de 1888) foi um comerciante, diplomata, jornalista e naturalista francês.
Viajou através da Argentina, Brasil e Uruguai, entre 1830 e 1835. Participou da primeira expedição científica organizada pelo "Museu Nacional de História Natural e Antropologia" do Uruguai  junto com  Bernardo Prudencio Berro (1803-1868) e  Teodoro Miguel Vilardebó (1803-1857). Sua coleção de plantas realizada entre 1838 e 1839 esta conservada no museu do Uruguai. Escreveu Viagem ao Rio da Prata e ao Rio Grande do Sul